# 亜美伊新
亜美伊 新（あみい しん）は、日本のラブホテル・デザイナー。別名「ラブホテル1600棟のプロデューサー」。回転ベッドの生みの親。

## 著書
- "現代を読み解くラブホテル人間学 : 欲望マーケティングの実態" (経済界、2008)[3]
- "カップル空間最前線 : いま外泊産業がおもしろい" (評伝社、1990)[4]
- "「ラブホ」の経営学 : この道40年の第一人者が明かす、驚異の大儲け法" (経済界,2005)[5]

## 出演
- レジェンドが語る“ラブホの真実” 〜ラブホテル×建築学〜 | はなしちゃお！性と生の学問(NHK)[6]